# Galina Gajda
Galina Gajda, po mężu Sucharowa (ros. Галина Гайда (Сухарова), ur. 28 lutego 1936 w Moskwie) – radziecka lekkoatletka, sprinterka, uczestniczka igrzysk olimpijskich.

## Kariera sportowa
Zajęła 4. miejsce w biegu sztafetowym 4 × 100 metrów na igrzyskach olimpijskich w 1964 w Tokio (sztafeta radziecka biegła w składzie: Gajda, Renāte Lāce, Ludmiła Samotiosowa i Galina Popowa), ustanawiając rekord Związku Radzieckiego z wynikiem 44,4 s. Na tych samych igrzyskach Gajda odpadła w ćwierćfinale biegu na 100 metrów i eliminacjach bieg na 200 metrów.
Była mistrzynią ZSRR w sztafecie 4 × 100 metrów w 1960 i w sztafecie 4 × 200 metrów w 1959.

## Rekordy życiowe
Rekordy życiowe Galiny Gajdy:
- bieg na 100 metrów – 11,6 s (1964)
- bieg na 200 metrów – 24,0 s (1964)